# Lê Bản cung
Dòng họ Nashimoto (梨本宮 Nashimoto-no-miya), hay còn gọi là Lê Bản cung là nhánh lâu đời nhất trong Hoàng thất Nhật Bản, do dòng họ Fushimi-no-miya - dòng họ lâu đời nhất trong 4 dòng họ của triều đại hoàng gia Nhật Bản - thành lập.
Lê Bản cung được thành lập vào năm 1870, đứng đầu là Thân vương Moriosa, con trai thứ 10 của Thân vương Fushimi Sadayoshi. Cái tên Nashimoto là do Thiên hoàng Minh Trị đặt. Vì Thân vương Moriosa không có con nối dõi, nên họ Nashimoto được chuyển sang cho cháu của ông là Thân vương Kikumaro. Cuối cùng, nó được chuyển sang cho Thân vương Morimasa, con trai thứ tư của Thân vương Kuni Asahiko. Quận chúa Masako - vợ Thái tử Ý Mẫn của Triều Tiên là con gái lớn của Thân vương Morimasa.
Ngày 14 tháng 10 năm 1947, Thân vương Nashimoto Morimasa bị quân Mỹ chiếm đóng phế truất và trở thành thường dân. Ông mất năm 1951. Do không có con nối dõi, nhánh chính của Lê Bản cung bị đứt và tuyệt hậu.
Cung điện của Lê Bản cung được đặt tại quận Aoyama của khu Shibuya, Tokyo, Nhật Bản.
|   | Tên                                                                         | Năm sinh | Năm nhận họ | Năm chuyển họ | Mất  | Ghi chú                                                                          |
| - | --------------------------------------------------------------------------- | -------- | ----------- | ------------- | ---- | -------------------------------------------------------------------------------- |
| 1 | Thân vương Nashimoto Moriosa (梨本宮 守脩親王 Nashi-no-miya Moriosa-shinnō) | 1819     | 1870        |               | 1885 |                                                                                  |
| 2 | Thân vương Nashimoto Kikumaro (山階宮菊麿王 Nashimoto-no-miya Kikumaro-ō)   | 1873     | 1885        | 1885          | 1908 | cháu trai của Moriosa, sau này đổi sang họ Yamashina                             |
| 3 | Thân vương Nashimoto Morimasa (梨本宮守正王 Nashimoto-no-miya Morimasa-ō)   | 1874     | 1885        | 1947          | 1951 | Anh em họ của Kikumaro và là con trai thứ tư của Thân vương Kuni-no-miya Asahiko |